# 希臘裔菲律賓人
希臘裔菲律賓人，是指祖先是希臘人的菲律賓人，他們是在菲律賓還是西班牙殖民地時代來到。

## 概觀
根據一些歷史記錄，希臘人是在18世紀早期來到菲律賓，他們多是水手，貿易商和漁民。
在20世紀，更多希臘人來到菲律賓，並在呂宋島上一個定居點建立了黎牙實比市。
馬尼拉的阿當森大學就是由希臘移民建立。